# David Shoemaker
David Shoemaker (* 25. August 1968 in Little Rock) ist ein US-amerikanischer Psychologe, Autor und Thelemit.

## Leben und Wirken
Laut eigenen Angaben hat er ein Studium in Psychologie mit dem Titel Bachelor of Arts am Hendrix College in Conway abgeschlossen. 1995 erhielt er einen Doktortitel in klinischer Psychologie von der Indiana State University und eröffnete 1997 eine Praxis in Sacramento und 2020 in Chapel Hill, NC.
Shoemaker ist Vorsitzender des Temple of the Silver Star. Er ist seit 1993 Mitglied des Ordo Templi Orientis und Student des A∴A∴. Er ist ein geweihter Bischof der Gnostisch-Katholische Kirche und war Logenmeister der 418 Loge des O.T.O. in Sacramento, welche zuvor Phyllis Seckler leitete. Shoemaker ist Mitherausgeber der Zeitschrift Neshamah der Psychology Guild des O.T.O.
Er ist auch als Komponist und Musiker tätig und hat auf SoundCloud mehrere Musikstücke veröffentlicht. Shoemaker lebt heute in Raleigh.

## Herausgeber
- Jane Wolfe: The Cefalu Diaries 1920 - 1923, The College of Thelema of Northern California, 2008
- Phyllis Seckler, Kabbalah, Magick, and Thelema. Selected Writings Volume IICollege of Thelema of Northern California / The Teitan Press, 2012, ISBN 978-0933429284
- Karl Germer: Selected Letters 1928–1962 (Revised, with Index), Temple of the Silver Star, 2017, ISBN 978-0997668650
- Phyllis Seckler, The Thoth Tarot, Astrology, & Other Selected Writings (Englisch) Taschenbuch, Temple of the Silver Star, 2017, ISBN 978-0997668605
- Phyllis Seckler, Collected Poems 1946-1996, Temple of the Silver Star, 2017, ISBN 978-0997668667
- Llewellyn's Complete Book of Ceremonial Magick: A Comprehensive Guide to the Western Mystery Tradition (Llewellyn's Complete Book Series 14), Llewellyn Publications, 2020, ISBN 978-0738760827